# Petr Vít
Petr Vít (* 25. června 1944, Jaroměřice nad Rokytnou) je český muzikolog, producent a redaktor.

## Biografie
Petr Vít se narodil v roce 1944 v Jaroměřicích nad Rokytnou, v roce 1961 odmaturoval na tehdejší Střední všeobecně vzdělávací škole a následně v letech 1961 až 1965 vystudoval u Jana Stanovského a Arnošta Jíry obor houslí na brněnské Konzervatoři, mezi lety 1965 a 1970 pak studoval hudební vědu a též divadelní vědu a estetiku na Filozofické fakultě Univerzity Jana Evangelisty Purkyně. V roce 1967 nastoupil na pozici sekretáře v sekretariátu Moravského hudebního festivalu a od roku 1970 do roku 1972 pracoval jako odborný pracovník v Městském kulturním a osvětovém středisku v Brně. V letech 1972 až 1976 se vrátil jako vědecký aspirant na katedru hudební vědy, v letech 1976 a 1977 pak působil jako odborný pracovník Kabinetu pro hudební lexikografii na téže katedře. V roce 1975 složil státní zkoušku z divadelní vědy a v roce 1978 obhájil kandidátskou práci. V roce 1977 odešel do pražského hudebního oddělení Divadelního ústavu, kde působil až do roku 1983. V roce 1984 přešel na pozici vědeckého pracovníka Ústavu teorie a dějin umění ČSAV, v roce 1989 povýšil do pozice vedoucího vědeckého pracovníka. V roce 1994 pak odešel do vydavatelství Multisonic, kde působil v letech 1994 a 1995 jako ředitel vydavatelství, posléze působil v letech 1995 a 1996 jako ředitel vydavatelství zvukových nosičů ve vydavatelství Panton, v letech 1996 a 1997 působil jako vedoucí centra vážné hudby ve vydavatelství Bonton Music a v letech 1998 až 2007 působil jako šéfredaktor vážné hudby vydavatelství Supraphon Music.

## Dílo
Věnoval se primárně dějinám hudby 18. a 19. století, ve vydavatelství se pak věnoval primárně produkci vážné hudby. Publikoval v mnohých časopisech nebo knihách, přednášel také na různých muzikologických konferencích a věnoval se také výuce na Filozofické fakultě UJEP v Brně a později i na Filozofické fakultě Univerzity Karlovy. Pracoval také ve vědeckých radách či komisích.